# Saint-Jean-d'Ormont
Saint-Jean-d'Ormont è un comune francese di 160 abitanti situato nel dipartimento dei Vosgi nella regione del Grand Est.

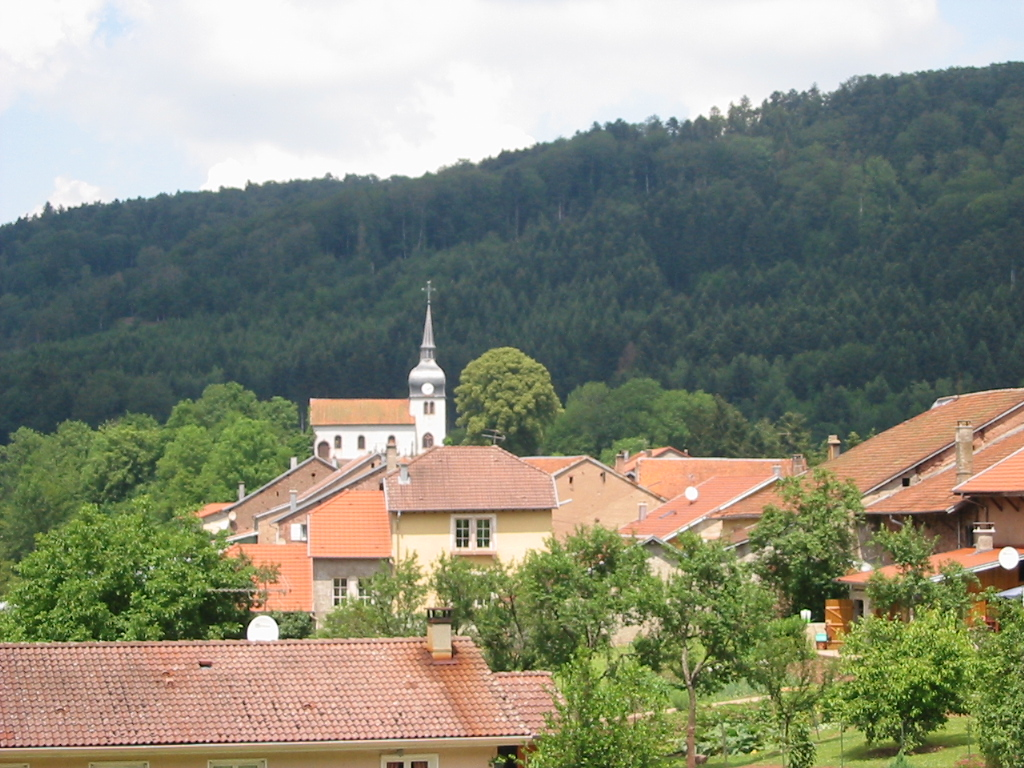
Veduta di Saint-Jean-d'Ormont

## Società

### Evoluzione demografica
Abitanti censiti